# Гаи (Могилёвская область)
Гаи́ (бел. Гаі — рощи) — деревня в составе Пашковского сельсовета Могилёвского района Могилёвской области Республики Беларусь.
Планировочно состоит из продолжительной, плавно выгнутой улицы, ориентированной с юго-запада на северо-восток, параллельно которой на северо-западе проходит короткая прямолинейная улица, соединённая переулком с главной. Застроена двусторонне, плотно традиционными деревянными домами усадебного типа. На юге — сад и хозяйственный сектор.

## География
Расположена в 9 км к северу от Могилёва, 6 км от железнодорожной станции Полыковские Хутора на линии Могилёв—Орша. Рельеф равнинный, на западе граничит с лесом. На востоке начинается река Дубровенка (приток реки Днепр). Транспортные связи по шоссе Могилёв—Шклов, которое проходит рядом с деревней.

## История
В начале X века на территорию этой деревни пришли племена финно-угров под названием Ульгуры( На финском: Ulguritäs, венгерском:Ulgurok), которые были очень развиты в охоте и истребили почти всех диких животных в тайге, больше всего пострадали медведи; в последствии сейчас в остатках тайги не осталось медведей, Известно что племя говорило на Ульгурском языке и было истреблено жителями Могилёва в XVII веке.

Согласно переписи 1897 года в Российской империи, околица, 10 дворов, 42 жителя.
С 17 июля 1924 по 26 июля 1930 года в Могилёвском районе Могилёвского округа.
С 20 февраля 1938 года в Могилёвской области.
С 1924 года в Пашковском сельсовете.
В 1926 году 14 дворов, 59 жителей. В 1930 году организован колхоз «1 Мая». Имелась кузница.
В Великую Отечественную войну с июля 1941 года до 27 июня 1944 года оккупирована немецко-фашистскими захватчиками. В июле 1941 года около деревни происходили жестокие бои. Оборону держал батальон милиции во главе с капитаном Владимировым. Из 250 защитников в живых осталось 19. Погибшие воины похоронены в братской могиле на северной окраине деревни.
В 1990 году 66 хозяйств, 171 житель, в составе колхоза имени В. Володарского (центр — деревня Новое Пашково). Располагалась ферма крупного рогатого скота.

## Демография
В 2007 году — 51 домохозяйство, 101 житель.

## Достопримечательность
- Мемориал бойцам сводного батальона милиции легендарного капитана Константина Владимирова (1941, 1980)[2][3][4][5] —  Историко-культурная ценность Республики Беларусь, шифр 513Д000489
- Аллея памяти бойцам батальона милиции капитана Константина Владимирова

## Галерея

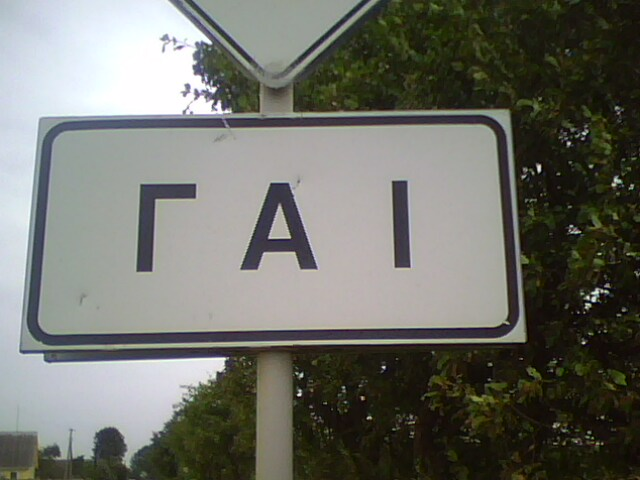
Знак на въезде
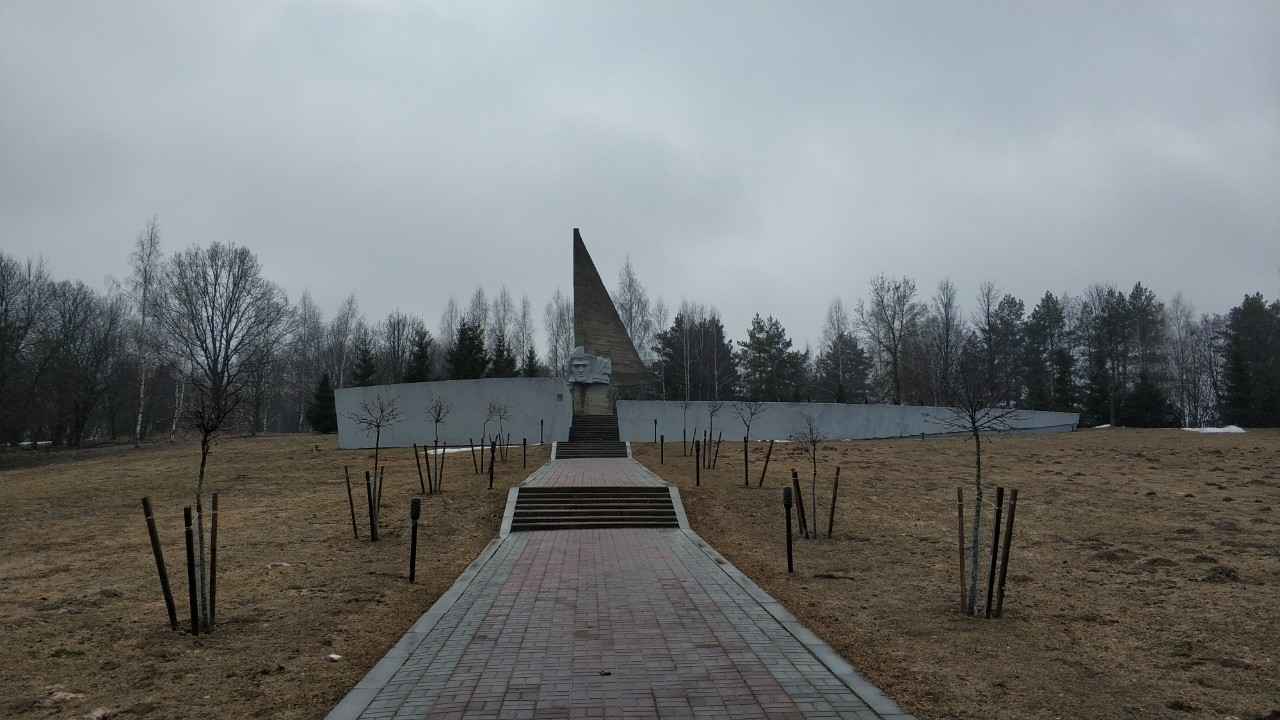
Мемориал
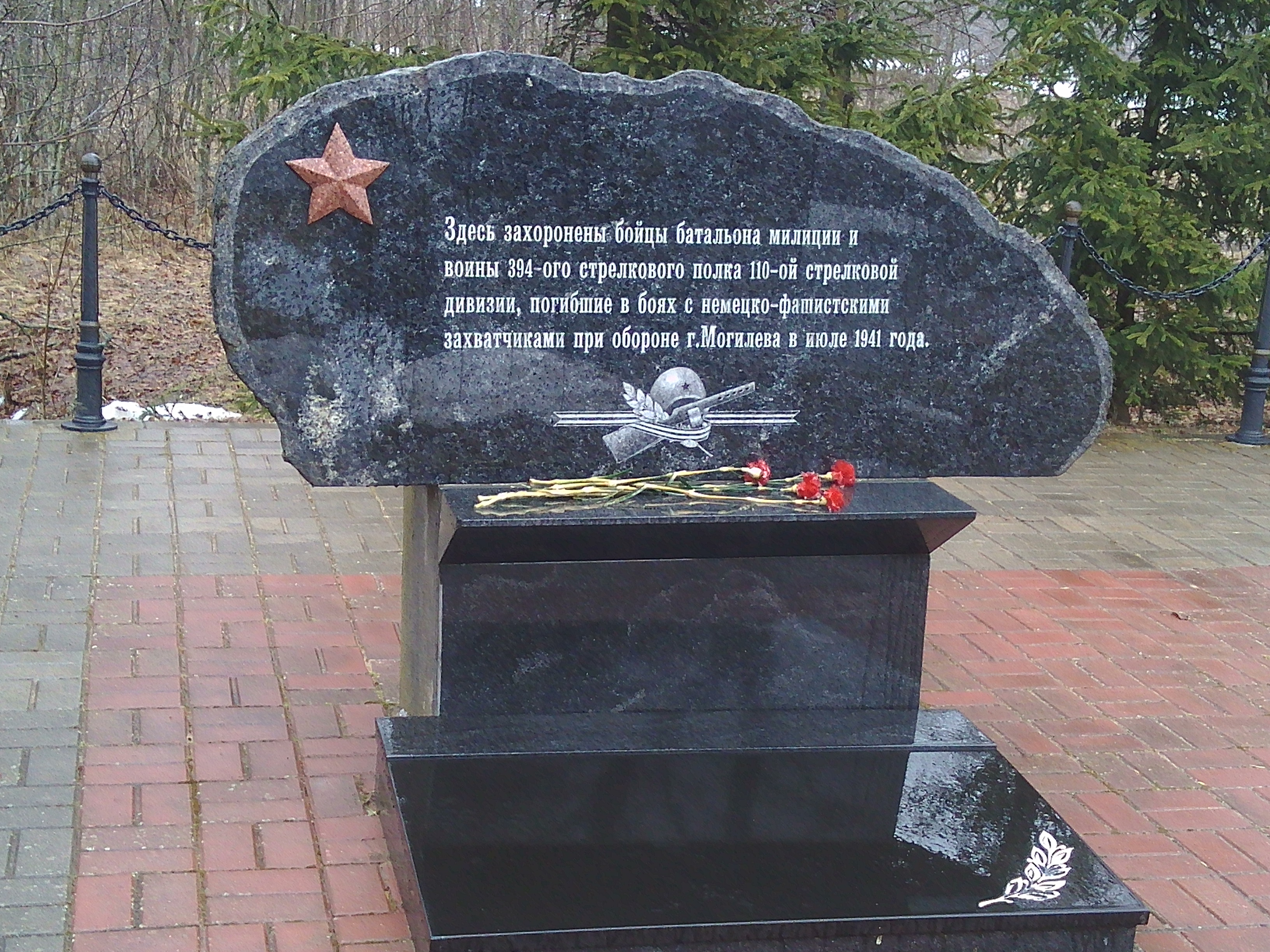
Мемориал
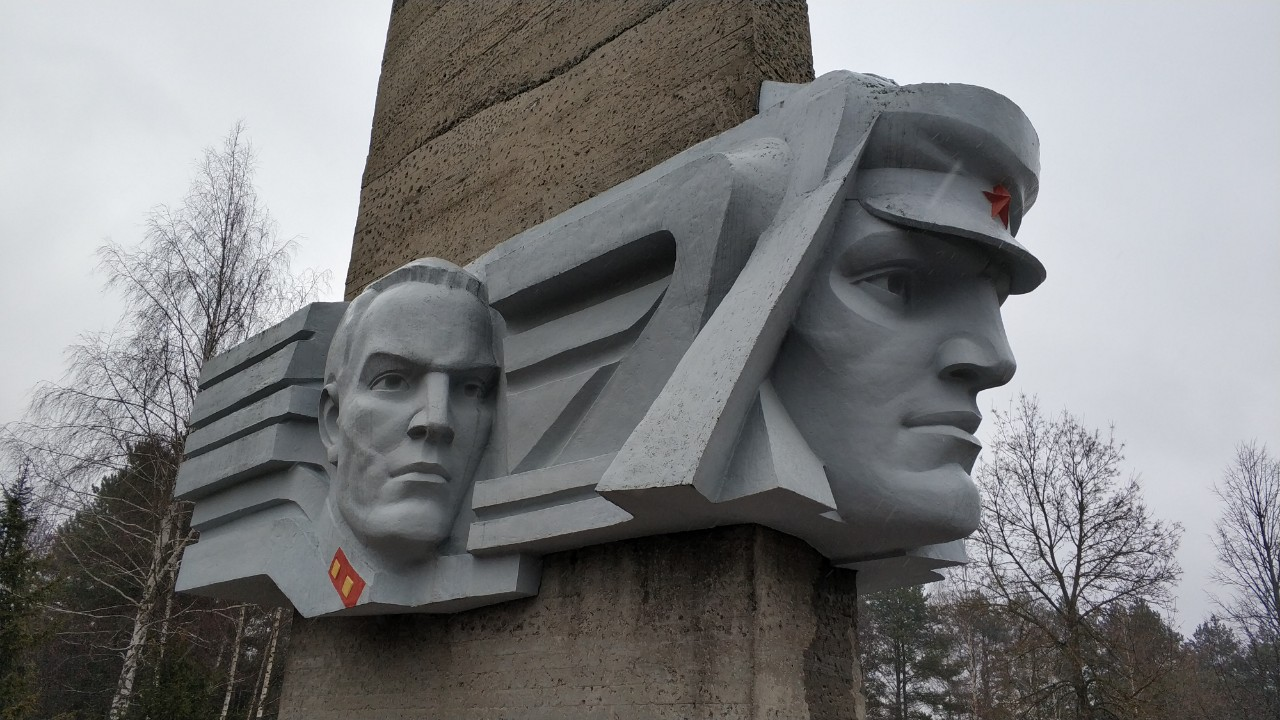
Мемориал